# Stefanie Zweig
Nota: Não confundir com Stefan Zweig
Stefanie Zeig (Głubczyce, 19 de setembro de 1932 — Frankfurt am Main, 25 de abril de 2014) foi uma escritora alemã de origem judia.

## Biografia
Zweig é mais conhecida por seu romance autobiográfico, Nirgendwo in Afrika (Nowhere in Africa, 1998), baseado em sua vida no início do Quênia, que foi filmada e ganhou um Oscar em 2002 para "Melhor Filme Estrangeiro". Sua família, por ser judaica, fugiu da Alemanha nazista, para a África. Passaram de uma vida urbana em Breslau (hoje Wrocław) para uma fazenda no Quênia em 1938, quando ela tinha cinco anos. Ela participou de um colégio inglês enquanto estiver lá. Em 1941, a família recebeu um cartão-postal de sua avó dizendo: "Estamos muito animado, estamos indo para a Polônia amanhã", o que implicou Auschwitz. Zweig voltou para o Quênia duas vezes desde que deixou em 1947 com a idade de 15 anos. Ela encontrou a fazenda que tinha sido destruída.
A sua adolescência na Alemanha foram relatados no romance autobiográfico Irgendwo in Deutschland (Em algum lugar na Alemanha). Seu pai era dado trabalho como juiz no pós-Segunda Guerra Mundial a Alemanha Ocidental, em parte porque não havia necessidade de "desnazificar-lo".
Seu primeiro romance africano foi Ein Mund voll Erde (A boca cheia de terra) em 1980. Ele ganhou vários prêmios, e descreve uma paixão com um menino kikuyu.
Ela teve uma longa carreira como editor de arte em um tablóide de Frankfurt. Mais tarde na vida, ela começou a escrever literatura infantil e, em seguida, começou suas novelas. Embora ela é uma autora best-seller na Alemanha, ela não é bem conhecida no mundo de fala Inglês, exceto para Nowhere in Africa.

## Livros
- Ein Mund voll Erde (A boca cheia de terra)
- Nirgendwo in Afrika (Nowhere in Africa)
- Irgendwo in Deutschland (Em algum lugar na Alemanha)
- Doch die Träume blieben in Afrika (Mas os sonhos ficou em África)
- Karibu heißt willkommen (Karibu significa bem-vindos)
- Es begann damals in Afrika (Tudo começou naquela época na África)